# Zhang Xizhe
Zhang Xizhe (chinesisch 张稀哲, Pinyin Zhāng Xīzhé; * 23. Januar 1991 in Wuhan, Hubei) ist ein chinesischer Fußballspieler. Der Mittelfeldspieler steht bei Beijing Guoan unter Vertrag und ist seit 2011 A-Nationalspieler.

## Karriere

### Vereine
Zhang wechselte 2006 von Beijing Black Horse in die Jugend von Beijing Guoan. Dort rückte er 2009 zur ersten Mannschaft auf, die in der Chinese Super League spielt. In seiner ersten Saison konnte er mit dem Verein die Meisterschaft gewinnen. In der Saison 2012 wurde er als bester junger Spieler ausgezeichnet und in den Jahren 2013 und 2014 jeweils in das Team der Saison gewählt.
Am 1. Januar 2015 wechselte Zhang in die Bundesliga zum VfL Wolfsburg und wurde zum elften Chinesen im deutschen Profifußball. Er unterschrieb einen Vertrag über zweieinhalb Jahre bis zum 30. Juni 2017 und erhielt die Rückennummer 29. Zhangs Vorstellung wurde live im chinesischen Staatsfernsehen übertragen und erreichte in der Spitze 44 Mio. Zuschauer. Bereits einen Tag zuvor erschien die Website des VfL Wolfsburg in chinesischer Sprache. In den Medien wurde der Wechsel teilweise als PR-Gag von Volkswagen bezeichnet, da der Klub zeitgleich eine Sponsoringpartnerschaft mit Linglong Tire – einem der größten Reifenhersteller Chinas – bekannt gab. Nachdem Zhang anfangs nicht berücksichtigt worden war, saß er an den letzten drei Spieltagen jeweils auf der Ersatzbank, kam aber – wie beim Gewinn des DFB-Pokals – nicht zum Einsatz. Für die zweite Mannschaft (U23) war Zhang als Nicht-EU-Ausländer nicht spielberechtigt.
Im Sommer 2015 kehrte Zhang zu Beijing Guoan zurück und kam bis Saisonende in elf Spielen zum Einsatz.

### Nationalmannschaft
Nachdem Zhang bereits für die U20- und U23-Nationalmannschaft des chinesischen Fußballverbands im Einsatz gewesen war, kam er am 26. März 2011 bei einem 2:2 gegen Costa Rica zu seinem Debüt in der A-Nationalmannschaft. Sein erstes Tor erzielte er am 6. September 2013 beim 6:1-Sieg im Freundschaftsspiel gegen Singapur.

## Erfolge
Beijing Guoan
- Chinesischer Meister: 2009

VfL Wolfsburg
- DFB-Pokalsieger: 2015 (ohne Einsatz)

Persönliche Auszeichnungen
- Bester junger Spieler der Chinese Super League: 2012
- Mitglied im Team der Saison: 2013, 2014